# Thượng Đô
Thượng Đô (tiếng Trung: 上都; nghĩa đen 'Thượng Đô', Quan thoại: [ʂɑ̂ŋ tú]), còn được gọi là Xanadu (/ˈzænəduː/; Mông Cổ: Šandu) là thủ đô dưới chế độ cai trị của hoàng đế Mông Cổ Hốt Tất Liệt thời nhà Nguyên ở Trung Quốc, trước khi dời đô về Trung Đô (tiếng Trung: 中都; nghĩa đen 'Trung Đô') mà sau đó được đổi thành Khanbaliq, Bắc Kinh ngày nay. Sau đó nó trở thành thủ đô mùa hè, nằm ở Chính Lam, Nội Mông.
Marco Polo từng ghé thăm Thượng Đô vào năm 1275 trước khi nó bị phá hủy vào năm 1369 bởi quân đội nhà Minh dưới thời Chu Nguyên Chương. Năm 1797, lịch sử của thành phố này đã truyền cảm hứng cho nhà thơ lãng mạn người Anh Samuel Taylor Coleridge sáng tác ra bài thơ nổi tiếng Kubla Khan

## Mô tả
Thượng Đô ngày nay là một di tích nằm tại thị trấn Thượng Đô, Chính Lam, Nội Mông. Nó nằm cách 350 km về phía bắc của Bắc Kinh, và về tây bắc của thị trấn Dolon Nor khoảng 28 km. Bố trí của thành phố gần như là hình vuông với cạnh khoảng 2.200 mét. Nó bao gồm khu ngoại thành và một khu nội thành nằm ở phía đông nam. Khu nội thành cũng được bố trí như một hình vuông với cạnh là 1.400 mét là nơi có cung điện của hoàng đế, nơi Hốt Tất Liệt cư trú vào mùa hè. Cung điện có mặt ngoài khoảng 550 mét, có diện tích bằng khoảng 40% diện tích của Tử Cấm Thành ở Bắc Kinh. Tàn tích có thể nhìn thấy là bức tường đất, mặc dù vẫn còn nền gạch.
Tên của thành phố ban đầu là Khai Bình (开平, Kāipíng), được thiết kế bởi kiến trúc sư Lưu Bỉnh Trung (1252-1256) và nó mang ảnh hưởng của kiến trúc Trung Quốc sâu sắc. Năm 1264, nó được đổi tên thành Thượng Đô. Thời kỳ đỉnh cao, thành phố là nơi có 100.000 người sinh sống bên trong các bức tường. Năm 1369, Thượng Đô bị chiếm đóng bởi quân đội nhà Minh, bị phá hủy và đổi tên thành Khai Bình. Vị hoàng đế cuối cùng của nhà Nguyên là Nguyên Huệ Tông đã chạy trốn khỏi thành phố, và nó bị bỏ hoang trong vài thế kỷ kế tiếp.
Năm 1872, Steven Bushell phối hợp cùng với Quân đội Anh ở Bắc Kinh đã đến nơi này và đã báo cáo về những đền đài, khối đá cẩm thạch lớn và nền gạch còn sót lại tại đó. Vào những năm 1990, tất cả các hiện vật đã biến mất, và rất có thể nó đã bị những người dân ở thị trấn Dolon Nor gần đó thu thập để xây nhà ở. Các tác phẩm nghệ thuật điêu khắc vẫn được nhìn thấy trong các bức tường của một số tòa nhà Dolon Nor.
Ngày nay, Thượng Đô chỉ còn là một tàn tích được bao quanh bởi một gò phủ đầy cỏ trước đây là bức tường thành phố. Từ năm 2002, những nỗ lực để phục hồi di tích này đã được thực hiện. Tháng 6 năm 2012, Thượng Đô đã trở thành Di sản thế giới của UNESCO.